# هدالی
هدالی (به انگلیسی: Hadali) یک شهرک در پاکستان است که در ناحیه خوشاب واقع شده‌است. هدالی ۵۷٬۳۵۱ نفر جمعیت دارد و ۱۸۸ متر بالاتر از سطح دریا واقع شده‌است.